# General Officer Commanding
Pour les articles homonymes, voir GOC.
General Officer Commanding (GOC), en français : Officier général qui commande, est le titre habituellement donné dans les armées des nations du Commonwealth (et quelques autres) à l'officier général qui exerce un commandement.
Par exemple, un général peut être GOC du IIe Corps, ou GOC de la 7e Division blindée. 
Un officier général à la tête d'un commandement particulièrement important (en taille ou en importance) peut être appelé General Officer Commanding-in-Chief (officier général commandant en chef) (GOC-in-C).
Le terme équivalent pour les officiers de l'armée de l'air est Air officer commanding (AOC).
L'officier général commandant (GOC) a sous ses ordres des commandants et des officiers commandants. 

## Exemple
- Canada : Commandant de l'Armée canadienne
- Irlande du Nord : QG Irlande du Nord
- Sri Lanka : Officier Général Commandant de Ceylan (en)